# Grégoire Mourre
Pour les articles homonymes, voir Mourre (homonymie).
 (mars 2020).
Si vous disposez d'ouvrages ou d'articles de référence ou si vous connaissez des sites web de qualité traitant du thème abordé ici, merci de compléter l'article en donnant les références utiles à sa vérifiabilité et en les liant à la section « Notes et références ».
Joseph-Henri-Louis-Grégoire, baron Mourre, né le 12 mars 1762 à Lorgues et mort le 7 septembre 1832 à Paris, est un haut magistrat français.

## Biographie
Né à Lorgues en Provence le 12 mars 1762 d'un père notaire, Joseph Henri Louis Grégoire Mourre fit des études de droit à Aix-en-Provence, où il devint avocat. Il profita ensuite du renouvellement des élites provoqué par la Révolution française pour s'élever dans la hiérarchie de l'administration judiciaire révolutionnaire, jusqu'à avoir été brièvement ministre de la Justice par intérim au lendemain du 9-Thermidor. 
Sous l'Empire, il fut nommé en 1800 procureur général de la Cour d'appel de Paris, puis président de la Chambre civile de la Cour de cassation, poste qu'il occupa de 1811 à 1815. Son refus de prêter serment à Napoléon Ier pendant les Cent-Jours, lui permit de continuer à occuper de hautes fonction sous la Restauration, comme procureur général de la Cour de cassation de 1815 à 1830.
Les circonstances de ce refus, à une époque si incertaine, sont intéressantes, venant d'un juriste éminent :  
En 1814, après l’entrée de Louis XVIII à Paris, la Cour de cassation s’empressa d’adhérer au nouveau régime et signa une adresse au roi pour protester de son dévouement, adresse remplie de déclamation contre l’empereur. Le baron Mourre « ne crut pas digne d’insulter un grand homme tombé. » Il refusa de signer l’adresse et envoya son adhésion particulière, disant dans celle-ci « qu’il n’aurait pas cru mériter l’estime du roi en foulant aux pieds celui qui avait été son souverain. » Louis XVIII fut frappé de cette conduite et comme Merlin de Douai, qui avait voté la mort de Louis XVI, se retirait naturellement, il fit offrir à Mourre la place de procureur général.
Au retour de l’empereur en mars 1815, Merlin reprit sa place de procureur général et Mourre fut invité à reprendre ses fonctions de président de la chambre civile, mais il fut le seul magistrat de la Cour de cassation à refuser de reprendre sa place et de prêter serment. Il écrivit à Cambacéres : « Lorsque j’ai prêté serment à Louis XVIII, le Sénat et le Corps législatif avaient reconnu son autorité. L’empereur lui-même avait abdiqué. Vous savez, Monseigneur, quels furent mes sentiments, quelle fut mon indignation contre ces hommes qui, comblés de faveurs de l’empereur le couvrir d’injures le lendemain de sa chute. Ils croyaient marcher sur un cadavre. Aujourd’hui l’empereur rentre dans ses États, mais l’armée seule s’est expliquée. Je ne crois pas être délié de mon serment. Mon opinion est peut-être une erreur, mais comme cette opinion ne vient pas de l’esprit, mais de la conscience, il m’est impossible d’en faire le sacrifice. J’ai exercé de hautes fonctions sans orgueil. J’ose espérer que je supporterai la misère sans bassesse. Je vous prie donc, Monseigneur, de recevoir ma démission. », puis, dans une deuxième missive : « Je consomme un sacrifice important, mais si vous me croyez un homme d’honneur et, pendant vingt-trois ans que j’ai exercé des fonctions publiques sous vos yeux, que j’ai marché dans la voie droite, sans hypocrisie et sans ambition, daignez croire aussi, Monseigneur, que le motif que je donne de ma conduite est le seul vrai, comme il est le seul vraisemblable. »
Devant confirmer sa démission directement à l’Empereur, il écrit : « Sire, je vous supplie de recevoir ma démission de président à la Cour de cassation. Père de famille et sans fortune, je ne suis mu par aucune considération humaine. Elles auraient toutes cédé au besoin pressant de ma femme et de mes enfants. C’est un sentiment de conscience et de religion, qui seul me détermine…Je jure cependant de ne rien faire, directement ou indirectement, contre votre personne et votre autorité. Je jure enfin que si, dans la solitude profonde où je vis, il pouvait me parvenir quelqu’indice d’un complot formé contre votre majesté, je m’empresserai de lui en donner connaissance. »
Après les Cent-Jours, les membres de la Cour de cassation reprirent leur place, car, dit le roi : « J’ai peut-être à me plaindre d’eux, mais le public aurait à se plaindre de moi si je le privais de tant de magistrats éminents. » Ils durent toutefois tous prêter à nouveau serment, à l’exception de Mourre qui resta procureur général pendant toute la Restauration.
Grégoire Mourre a été créé baron de l'Empire par Napoléon Ier. Son portrait, par Jules Quantin, orne la galerie du premier étage de la Cour de cassation à Paris. Il meurt à Paris le 7 septembre 1832 et est enterré au cimetière du Père-Lachaise (41e division).

### Vie privée
Il avait épousé en 1796 à Vertus Louise Rosalie Doublet, fille d'un négociant, qui lui apporte en dot des terres en Champagne, dont il eut :
- Adelaïde-Rosalie, qui épousait en 1819 un conseiller à la cour royale de Rouen, fils d'un ancien avocat au parlement de Paris.
- Marie-Vincent (1796-1865), 2e baron Mourre, nommé juge au tribunal civil de première instance de la Seine en 1826, et qui terminera sa carrière comme conseiller à la cour impériale de Napoléon III où il est entré en 1856 (marié à Françoise Chambon). Leur fils Henri Xavier, 3e baron Mourre, qui fut lui aussi avocat en 1853, puis substitut en 1856, et enfin procureur impérial en 1860, renonça a ses fonctions en 1872 a la chute de Napoléon III.

Son frère Antoine Félix, né en 1768, a été recteur de l'académie de Grenoble.

## Armoiries
| Figure | Blasonnement |
|        | Armes du baron Mourre et de l'Empire (1810) Taillé d'or et d'azur à la balance droite de l'un en l'autre ; au canton des barons procureurs brochant. |

## Distinctions
- Chevalier de la Légion d'honneur (5 juillet 1804)[5]
- Officier de la Légion d'honneur (23 août 1814)[5]
- Commandeur de la Légion d'honneur (30 avril 1821)[5]